# Ancistrus claro
Az Ancistrus claro a sugarasúszójú halak (Actinopterygii) osztályának harcsaalakúak (Siluriformes) rendjébe, ezen belül a tepsifejűharcsa-félék (Loricariidae) családjába tartozó faj.

## Előfordulása
Az Ancistrus claro Dél-Amerikában őshonos. A brazíliai Cuiabá folyó medencéjében és a Paraguay folyó felső szakaszánál található meg.

## Megjelenése
Ez a halfaj elérheti a 6,6 centiméter hosszúságot.

## Életmódja
A trópusi édesvizeket kedveli, ahol a fenéken él és keresi meg a táplálékát.